# Leciñana de la Oca
Leciñana de la Oca (en euskera Leziñana Oka o Leziñana) es un concejo del municipio de Ribera Alta, en la provincia de Álava, País Vasco (España).

## Historia
Hacia mediados del siglo XIX, el lugar, ya por entonces perteneciente a Ribera Alta, tenía contabilizada una población de 45 habitantes. Aparece descrito en el décimo volumen del Diccionario geográfico-estadístico-histórico de España y sus posesiones de Ultramar de Pascual Madoz con las siguientes palabras:

LECIÑANA DE LA OCA: l. del ayunt. de Rivera alta, en la prov. de Alava, part. jud. de Añana (2 leg.), aud. terr. de Burgos (16), c. g. de las Provincias Vascongadas (á Vitoria 3), dióc. de Calahorra (18): sit. en llano, clima frio, combatido del viento N. Tiene 11 casas; igl. parr. (Sta. Eulalia), servida por un beneficiado perpetuo con título de cura, y un sacristan. El térm. confina N. Tuyo; E. Pangua, promediando el r. Zadorra; S. Manzanos, y O. Antezana, hallándose en él 2 montes, uno al N. y otro al SO. bastante poblados. El terreno es de buena calidad y parte de él fertilizado con las aguas del espresado r. caminos: los de pueblo á pueblo en mediano estado: la correspondencia se recibe de la Puebla de Arganzon. prod.: trigo, cebada y legumbres, cria de ganado vacuno y lanar: caza de perdices, sordas y liebres. ind.: ademas de la agricultura y ganaderia, hay un molino harinero. pobl.: 8 vec., 45 alm. riqueza y contr.: con su ayunt. (V.)
(Madoz, 1847, p. 113)

## Demografía
En 2022, la entidad singular de población tenía empadronados trece habitantes y el núcleo de población, los mismos.
| Gráfica de evolución demográfica de Leciñana de la Oca entre 2000 y 2017 |
|                                                                          |
| Población de derecho según los censos de población del INE.              |

## Patrimonio
Hay en el lugar una iglesia de Santa Eulalia.